# Colombine (Haute-Saône)
Colombine község Franciaország Burgundia-Franche-Comté régiójában, Haute-Saône megyében. Új községként 2025. január 1-jén jött létre Choye és Villefrancon község egyesítésével. A korábbi községek egyesülésekor az új község lélekszáma 639 fő lett. Lakosainak száma 601 fő (2022. január 1.).

## Népesség
| 2022 | 601 |